# Lijst van voetbalinterlands Australië - Samoa
Deze lijst van voetbalinterlands is een overzicht van alle officiële voetbalwedstrijden tussen de nationale teams van Australië en Samoa. De landen speelden tot op heden een keer tegen elkaar, een kwalificatiewedstrijd voor het Wereldkampioenschap voetbal 2002 die werd gespeeld op 16 april 2001 in Coffs Harbour.

## Wedstrijden
| № | Plaats        | Datum         | Competitie           | Wedstrijd         | Uitslag |
| - | ------------- | ------------- | -------------------- | ----------------- | ------- |
| 1 | Coffs Harbour | 16 april 2001 | WK 2002 kwalificatie | Australië – Samoa | 11 – 0  |

## Samenvatting
| Competitie      | Totaal gespeeld | Winst Australië | Gelijk | Winst Samoa | Doelsaldo Australië – Samoa |
| --------------- | --------------- | --------------- | ------ | ----------- | --------------------------- |
| WK-kwalificatie | 1               | 1               | 0      | 0           | 11 − 0                      |
| Totaal          | 1               | 1               | 0      | 0           | 11 − 0                      |

Wedstrijden bepaald door strafschoppen worden, in lijn met de FIFA, als een gelijkspel gerekend.

## Details

### Eerste ontmoeting
| WK 2002 kwalificatie (Coffs Harbour, Australië, 16 april 2001): |              | |
| Australië | 11 – 0       | Samoa |
| Aurelio Vidmar 5' David Zdrilić 28' Hayden Foxe 44' Aurelio Vidmar 50' Tony Popovic 55', 89' David Zdrilić 57' Archie Thompson 75', 88' Scott Chipperfield 76' Philipo Bureta 81' (e.d.) Archie Thompson 88' Tony Popovic 89' | goals        | |
| Frank Farina | bondscoach   | Víctor Fernández |
| Michael Petkovic Kevin Muscat Craig Moore Tony Popovic Hayden Foxe 46' Aurelio Vidmar Scott Chipperfield David Zdrilic Simon Colosimo Fausto De Amicis Archie Thompson                                                        | opstellingen | Molesi Tokuma Faimasasa Falilu Pualele Lemana Philipo Bureta 81' Peko Victor Ambrose Asafo Rudolph Lilomaiava 76' Richmond Faaisuaso Junior Michael 60' Ben Lemana Sale Sua-Mili |
| Damian Mori 46' | wissels      | 60' Edwin Tyrell 76' Peniamina Timo 81' Iosefa Mapusua |
| | gele kaarten | 41' Peko Victor |